# Harry Smith (Leichtathlet)
Harry James Smith (* 30. Juli 1888 in New York; † im November 1961) war ein US-amerikanischer Langstreckenläufer.
Harry Smith wurde als Nachkomme irischer Einwanderer im New Yorker Stadtteil Bronx geboren. Sein sportliches Interesse galt dem Laufen. 1912 gewann er ein 10-Meilen-Rennen, das von der Amateur Athletic Union ausgerichtet wurde. Beim Boston-Marathon 1912 belegte er mit einer Zeit von 2:27:46 h Platz 10. Seine Leistung brachte ihm die Einladung zu den Olympischen Spielen 1912 in Stockholm ein. Beim olympischen Marathon kam er als 17. ins Ziel mit einer Zeit von 2:52:53,8 h.
Ebenfalls 1912 wurde er zusammen mit dem Finnen Hannes Kolehmainen US-Meister über 10.000 m. Harry Smith nahm von 1912 an zehn Mal in Folge am Boston-Marathon teil. Seine beste Platzierung war 1913 ein dritter Platz.
Harry Smith war mit der Griechin Elizabeth Poulis, einer Tänzerin, verheiratet. Mit ihr hatte er fünf Töchter. Er arbeitete als Sportkolumnist für die New York Daily Tribune. In den 1930er-Jahren wurde Smith Opfer eines Verkehrsunfalls mit Unfallflucht. Er zog sich dabei einen bleibenden Schaden am Bein zu.
Seine Tochter Helen heiratete den Wrestler Stu Hart. Smiths Enkelin Diana Hart, schrieb 2001 das Buch Under the Mat, in dessen vierten Kapitel mit dem Titel Roots die Familiengeschichte, insbesondere die Geschichte ihrer Großeltern Elizabeth und Harry Smith, beschrieben wird.